# FeedBurner

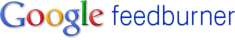
Логотип Feedburner

FeedBurner — вебсервіс, який пропускає через себе RSS-потоки, виправляє в них дрібні помилки і може додати потоку додаткову функціональність, наприклад, кнопку Play для подкастів. Крім того, надає на безоплатній та платній основі статистику підписки на RSS-потік.

## Історія
3 червня 2007 року FeedBurner був придбаний компанією Google. За неофіційними даними сума угоди склала 100 млн доларів. Останнім часом через періодичні збої у роботі RSS-лічильника, часто виникають чутки про наміри Google закрити цей збитковий сервіс.[джерело?]